# Una gita nel pollaio
Una gita nel pollaio (Fowl Weather) è un film del 1953 diretto da Friz Freleng. È un cortometraggio d'animazione della serie Merrie Melodies, distribuito negli Stati Uniti il 4 aprile 1953. Rappresenta la prima occasione in cui il personaggio di Ettore viene chiamato per nome, sebbene ciò sia poi successo raramente prima della serie I misteri di Silvestro e Titti.

## Trama
La Nonna lascia a Ettore l'incarico di prendersi cura di Titti mentre lei è via, minacciando di ucciderlo se non lo farà. Silvestro cattura Titti travestendosi da spaventapasseri, ma Ettore riesce a cacciarlo via. Mentre è fuori dalla gabbia, Titti decide di esplorare la fattoria ma si imbatte nuovamente in Silvestro e deve mettersi al riparo in un pollaio. Il gatto, con uno stratagemma, fa alzare le galline dal nido e acchiappa Titti che si finge un pulcino, ma viene scoperto dal gallo che gli fa restituire l'uccellino alla gallina prima di picchiarlo. In seguito Silvestro cerca di attirare Titti travestendosi da gallina, ma il gallo lo porta nel pollaio e lo fa sedere su una granata che esplode. Nel frattempo, Ettore si rende conto dell'assenza di Titti e raggiunge Silvestro per chiedergli dove si trovi. Ma la Nonna è di ritorno, ed Ettore non può far altro che dipingere Silvestro di giallo e infilarlo nella gabbia fingendo che si tratti di Titti: lo stratagemma funziona. Tuttavia anche Titti ritorna e, vedendo Silvestro nella sua gabbia, inizia a comportarsi come un gatto.

## Distribuzione

### Edizione italiana
Il corto fu distribuito in Italia il 21 dicembre 1965 nel programma Speedy Gonzales il supersonico. Il doppiaggio fu eseguito dalla S.A.S. Negli anni ottanta il corto fu ridoppiato per la televisione dalla Effe Elle Due sotto la direzione di Franco Latini su dialoghi di Maria Pinto, spesso differenti da quelli originali; il doppiaggio fu eseguito senza utilizzare la colonna internazionale, quindi la musica presente durante i dialoghi fu sostituita e l'unica battuta di Silvestro fu doppiata in oversound. Nel 2000, per l'inserimento nella VHS Titti: Un amore di canarino, il corto fu ridoppiato dalla Time Out Cin.ca sotto la direzione di Massimo Giuliani su dialoghi di Raffaella Pepitoni; in questa occasione furono doppiate anche le canzoni, che nelle edizioni precedenti erano rimaste in inglese.

### Edizioni home video

#### VHS
Italia
- Speedy Gonzales il supersonico - 1ª parte (1987)[6]
- Titti: Un amore di canarino (marzo 2000)

#### DVD
Il cortometraggio è stato inserito nel DVD-Video Tweety: Un amore di canarino, uscito in Italia il 23 giugno 2010.